# Mounaque

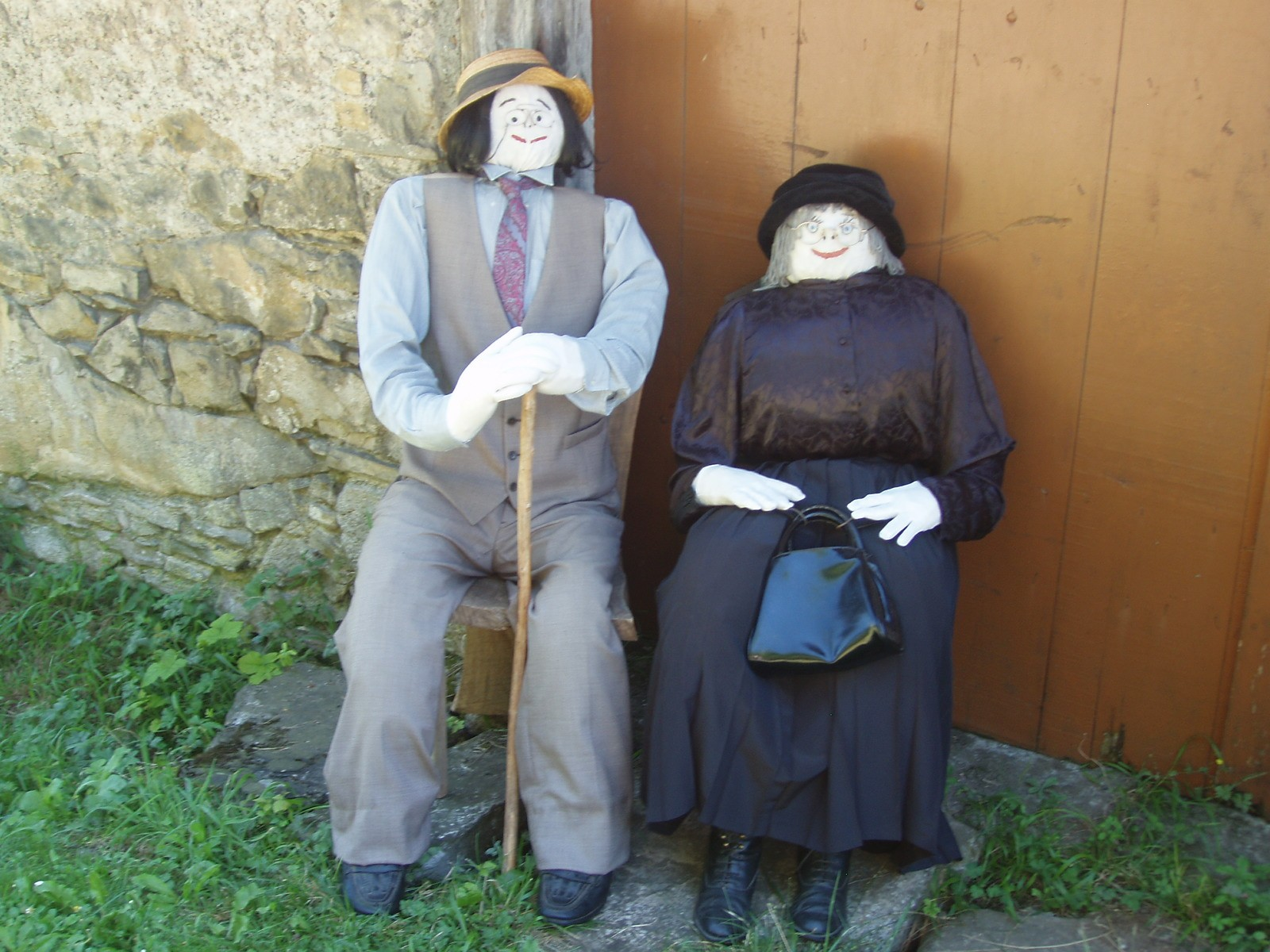
"Couple" dans un village proche du Mas-d'Azil

Les mounaques sont des poupées grandeur nature, faites comme des épouvantails d'autrefois, faits de vieux vêtements rembourrés. Elles sont traditionnellement faites pendant les mois d'été à Campan, et disposées le long des routes, pour donner l'illusion d'une présence. 
Cette animation, simple à réaliser, se diffuse aujourd'hui dans de nombreux villages des Hautes-Pyrénées et au-delà dans toute la chaîne pyrénéenne. On retrouve aussi les mounaques de Boussan, visibles chaque été, qui n'appartiennent pas à cette tradition.
L'origine de cette tradition pourrait remonter au traditionnel Charivari, un tumulte assez violent où l'on se moquait de personnes qui avaient rompu avec les coutumes villageoises ancestrales (par exemple mariage exogame en dehors de la communauté...). Il pourrait aussi être un parent du Bonhomme Hiver, que l'on sait promis au bûcher, dès le Printemps. À moins qu'il ne s'agisse simplement d'une façon originale de rompre avec la solitude dans ces montagnes dépeuplées.
Une légende locale raconte que lorsqu'un homme d'une autre commune épousa une femme de la région, une mounaque à son image fut créée et exposée à côté de sa porte. Cela ne serait supprimé que lorsque l'homme accepterait d'acheter une boisson pour les hommes du village.
À l'inverse, si un homme ou une femme quittait une relation à cause d'une infidélité, une mounaque serait créée pour faire honte à la personne, qui était dite "mariée à la mounaque". Dans le cadre du processus de honte, cette relation devait être consommée le 9 août (la fête de Saint Amour) et officiellement attestée. Le livre des témoins est conservé dans les archives de l'église.
Le mot mounaque vient de l'occitan et signifie « poupée ».

## Galerie

Mounaques de la commune de Campan
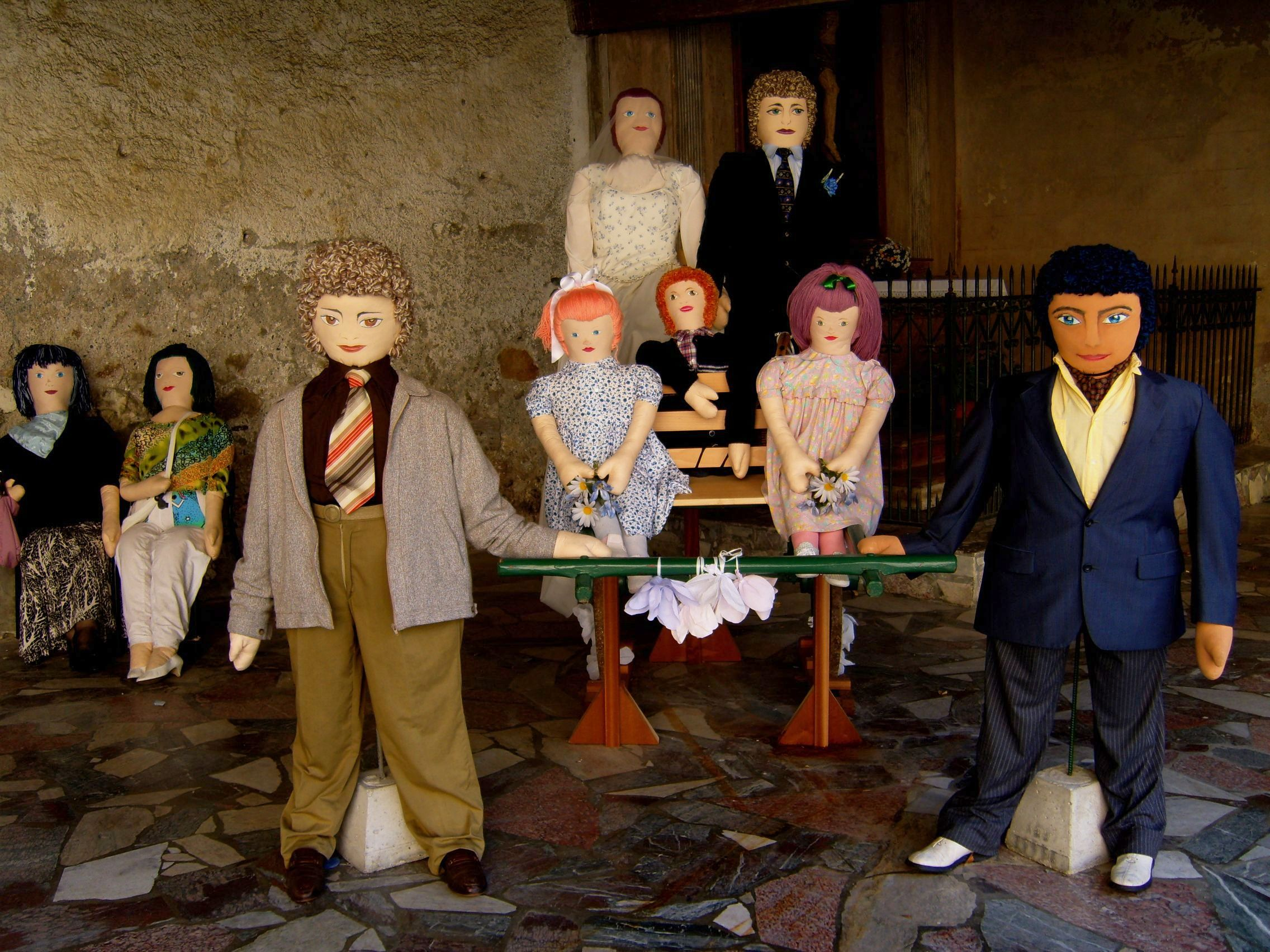
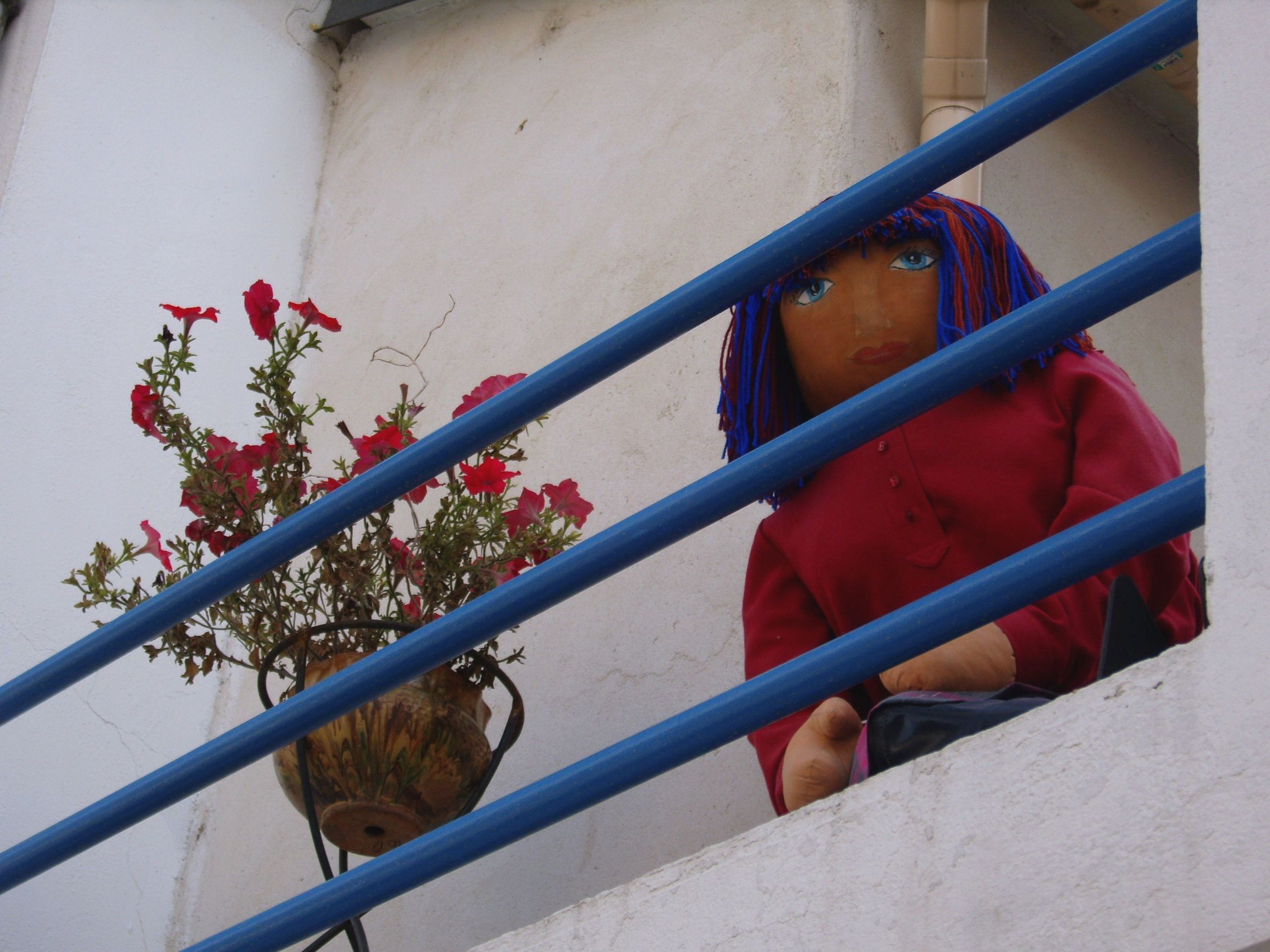
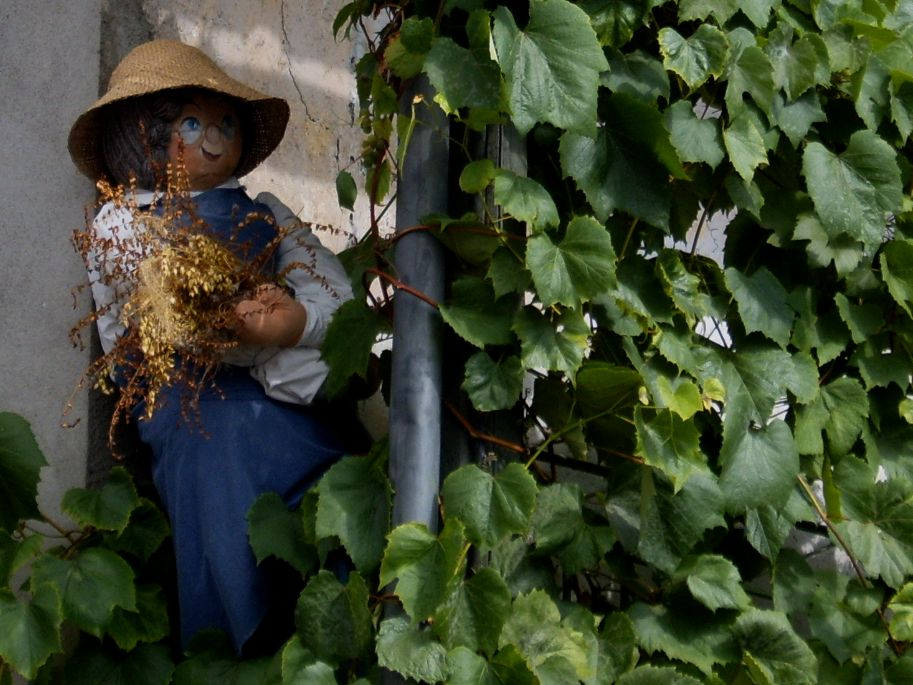
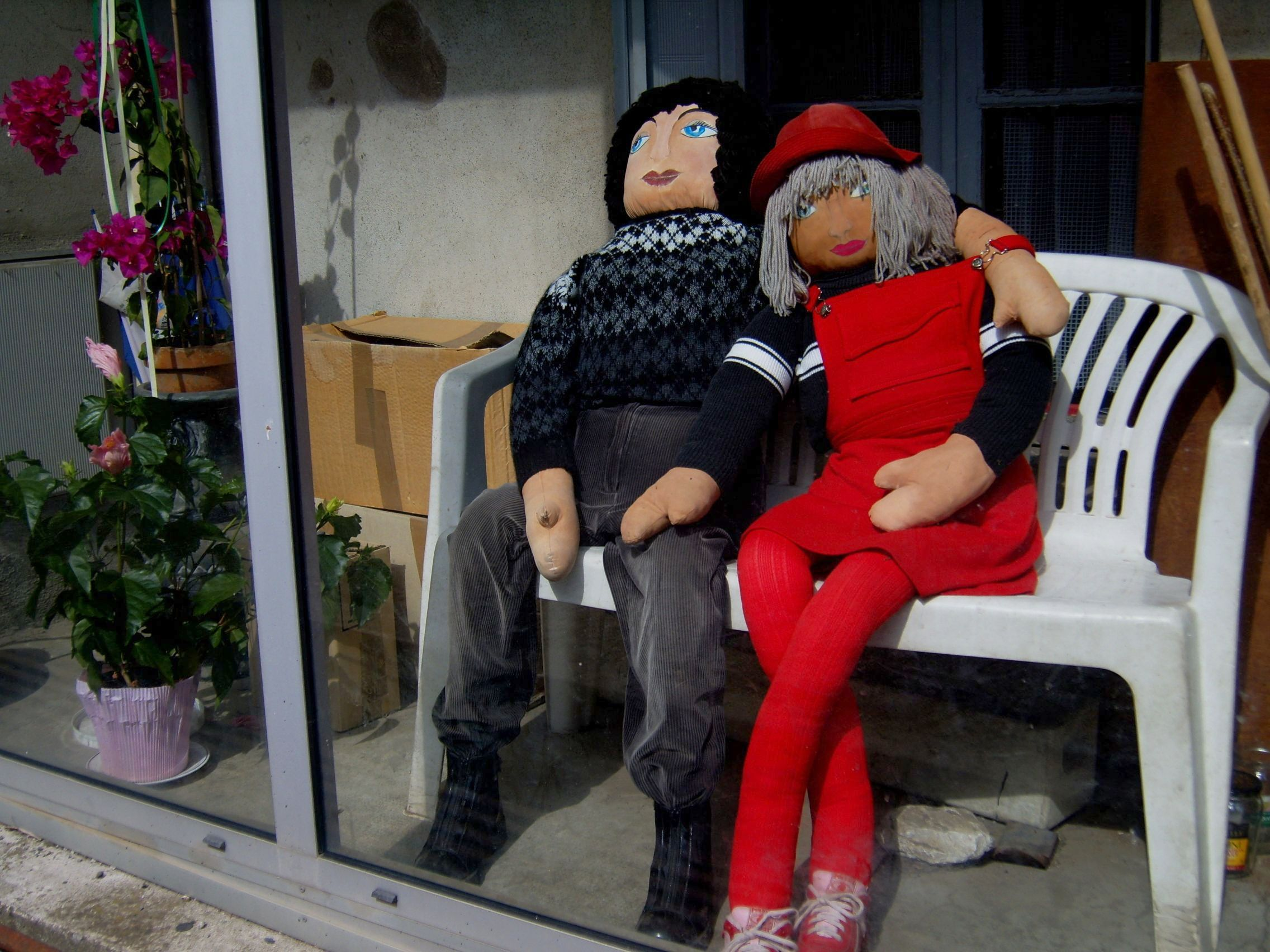
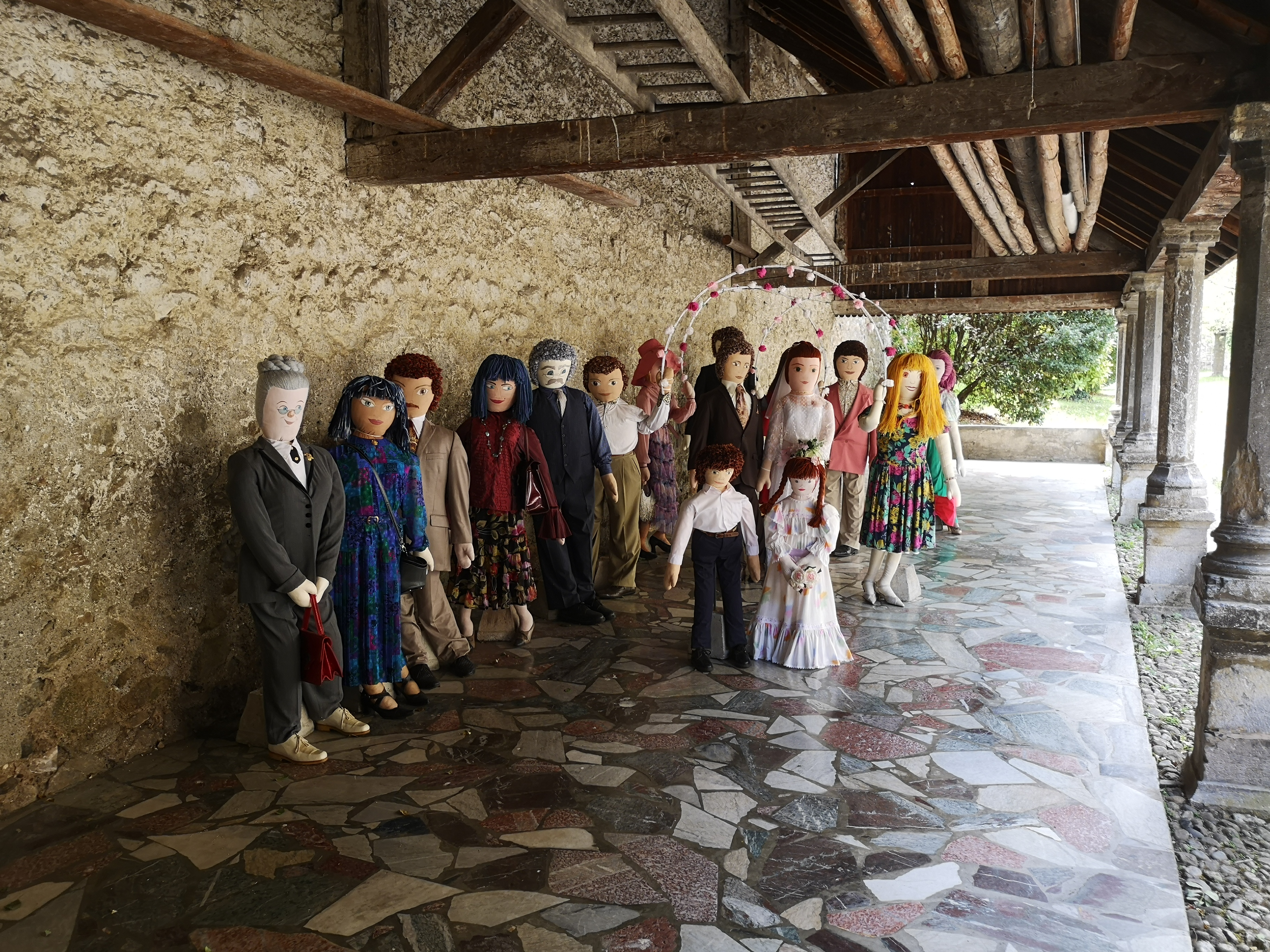
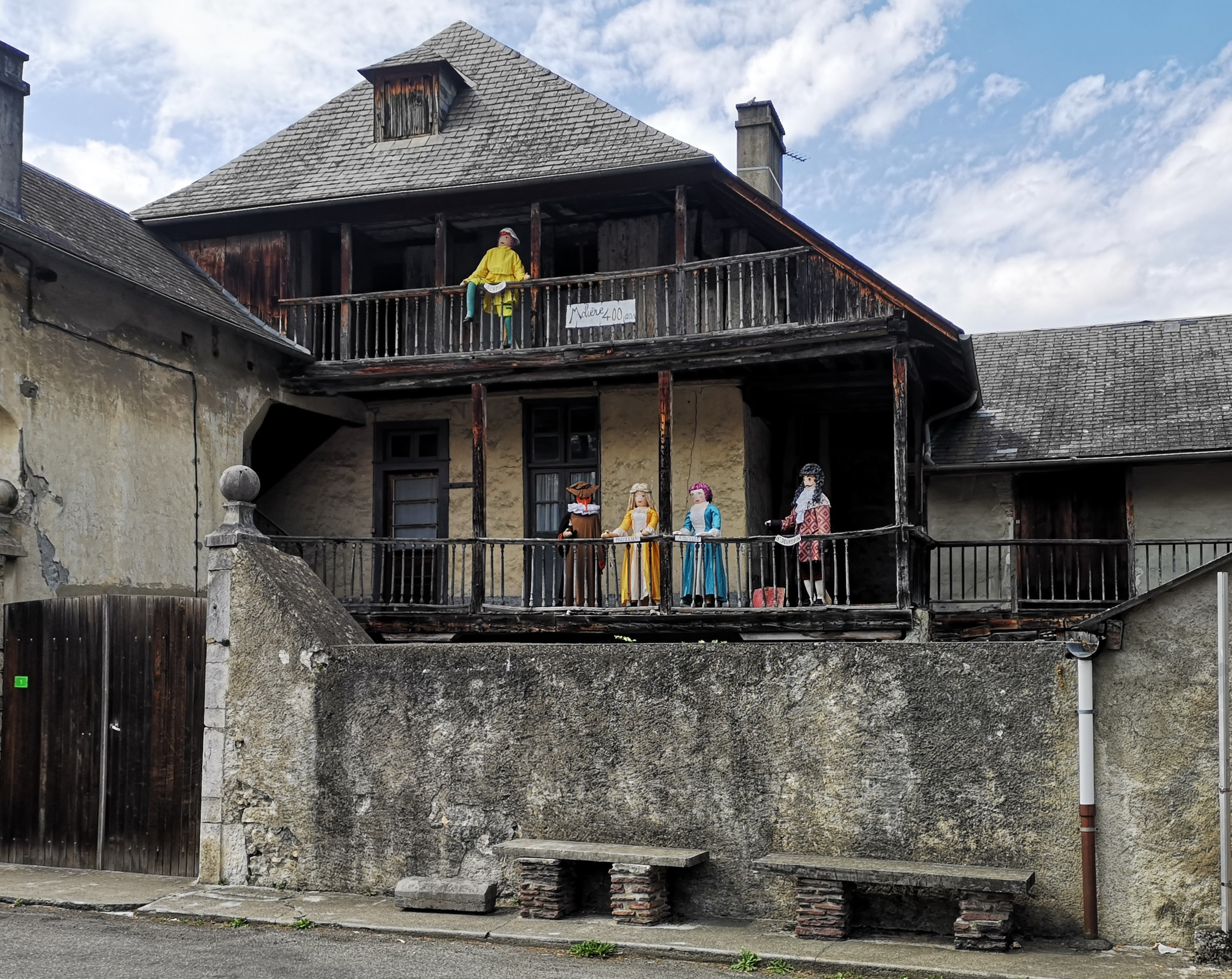